# Senobasis apicalis
Senobasis apicalis là một loài ruồi trong họ Asilidae. Senobasis apicalis được Schiner miêu tả năm 1867.